# Ɖ
Ɖ, ɖ（アフリカのD、African D）は、西アフリカの言語エウェ語の字母のひとつである。小文字は国際音声記号の有声そり舌破裂音[ɖ]に相当する。Unicodeでは大文字は U+0189、小文字は U+0256 で表現される。
また、アイスランド語やフェロー語の"Ð"、南スラヴ諸語やベトナム語の"Đ"とはそれぞれ異なる文字である。

## 名称
Ɖは、エウェ語、フォン語などアフリカの諸言語で用いられ、African reference alphabet（アフリカ関連のラテン文字）の中に、大文字・小文字が含まれる。Unicodeでは、大文字がAFRICAN D（アフリカのD）、小文字がD WITH TAIL（テール付きD）と呼ばれる。

## 文字コード
| 大文字 | Unicode | JIS X 0213 | 文字参照       | 小文字 | Unicode | JIS X 0213 | 文字参照       | 備考 |
| ------ | ------- | ---------- | -------------- | ------ | ------- | ---------- | -------------- | ---- |
| Ɖ      | U+0189  | 1-9-39     | &#x189; &#393; | ɖ      | U+0256  | 1-10-78    | &#x256; &#598; |      |